# Восточные смешанные леса
Восто́чные сме́шанные леса́ (англ. Eastern forest-boreal transition) — экологический регион умеренных широколиственных и смешанных лесов в Северной Америке, в основном в Восточной Канаде.

## Окружение
Экологический регион включает в себя значительную часть Канадского щита в Онтарио и Квебеке к северу и западу от низменностей реки Святого Лаврентия, в том числе восточные берега озера Верхнего и другие области Великих озёр, Тимискаминг, южные Лаврентиды, озеро Ниписсинг, город Квебек, реку Сагеней и частично Джорджиан-Бей, Большой Садбери / Норт-Бей (Онтарио), Сагеней (Квебек), глиняный пояс и Темагами в Онтарио. В горах Адирондак в верхнем штате Нью-Йорк (США) находится изолированная часть этого экорегиона. При этом на больших высотах Лаврентидов и северных Аппалачей в Канаде уже выделяется экологический регион восточные канадские леса.
В регионе влажный континентальный климат с тёплым летом и холодной, снежной зимой с более высокими температурами к югу.